# Графт (Нідерланди)
Графт (нід. Graft, нід. вимова: [ɣrɑft]) — село в нідерландській провінції Північна Голландія. Входить до муніципалітету Алкмар.
Його площа становить 3,73 км², а населення станом на 2021 рік складало 890 осіб.
Перша згадка про населений пункт датується 12-им сторіччям.
До 1970 року мало статус окремого муніципалітету.

## Галерея

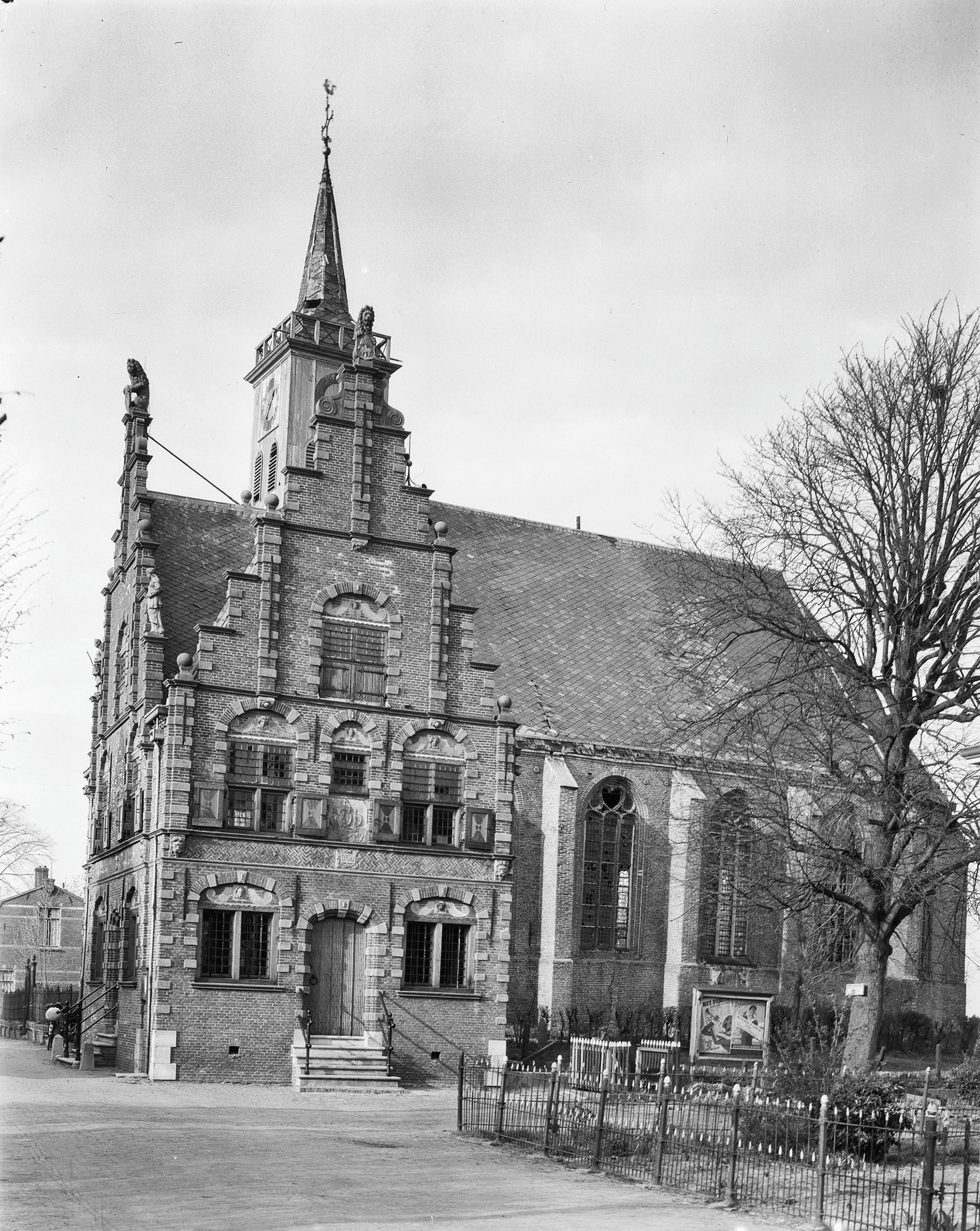
Будівля колишньої церкви до її знесення у 1951 році
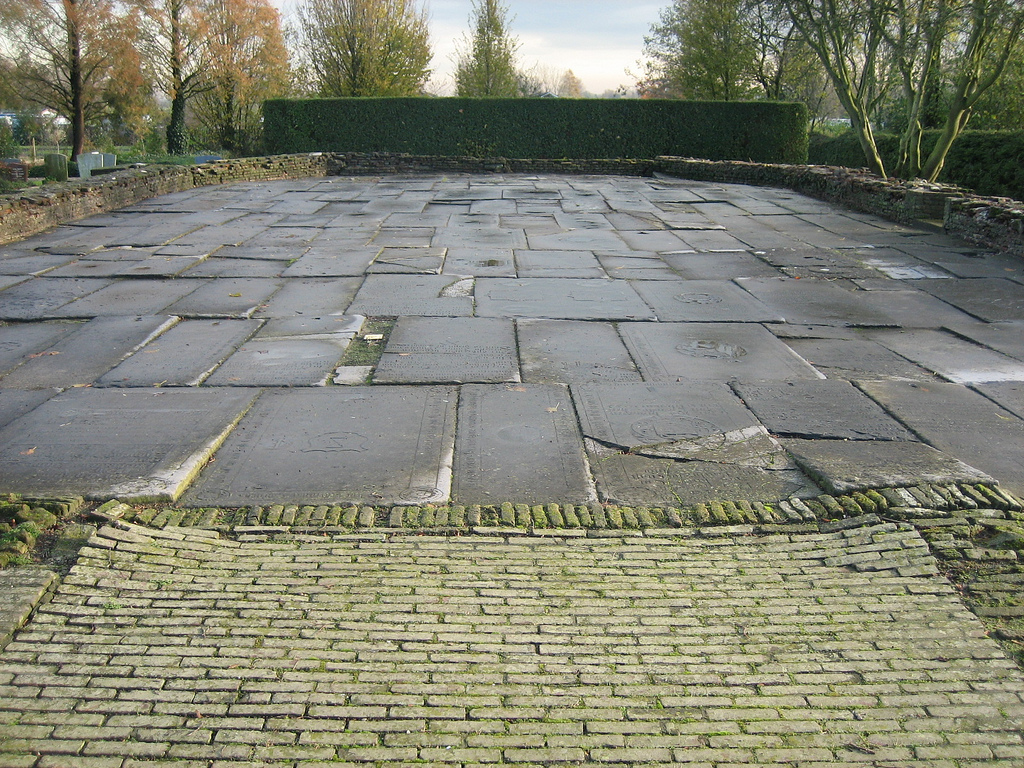
Залишки підлоги старої церкви
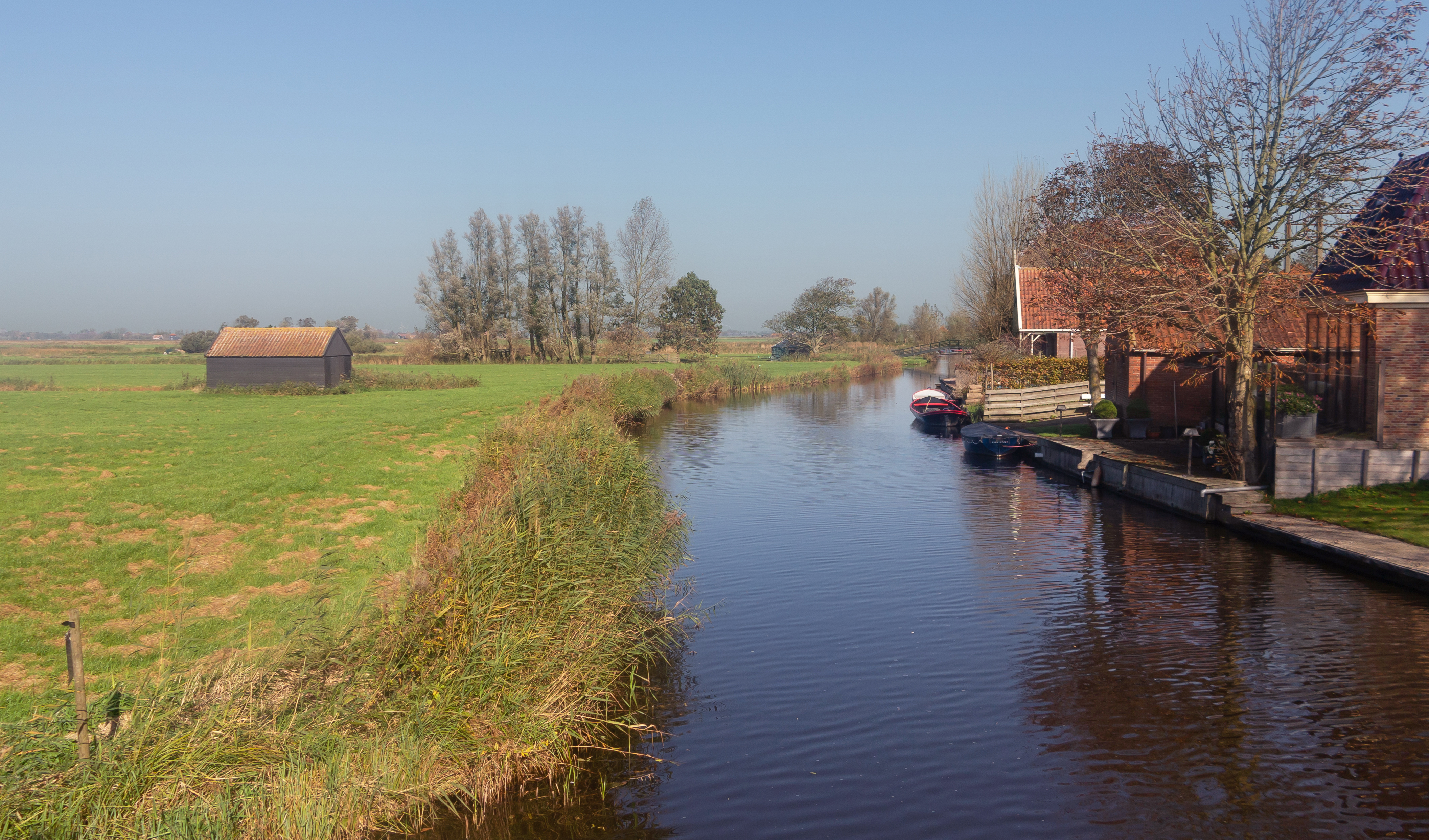
Польдер поблизу Графта